# Polskanella
Polskanella es un género de foraminífero planctónico considerado un sinónimo posterior de Globuligerina de la de la familia Globuligerinidae, de la superfamilia Rotaliporoidea, del suborden Globigerinina y del orden Globigerinida. Su especie tipo era Globigerina oxfordiana. Su rango cronoestratigráfico abarcaba desde el Calloviense (Jurásico medio) hasta el Oxfordiense (Jurásico superior).

## Descripción
Su descripción coincide con la del género Globuligerina, ya que, como ambos géneros se definieron utilizando la misma especie tipo, Globuligerina tiene prioridad y Polskanella debe ser considerado un sinónimo objetivo posterior. Parece que fue propuesto para incluir las especies de Globuligerina con ombligo grande y abierto.

## Discusión
Clasificaciones posteriores incluirían Polskanella en la superfamilia Favuselloidea. Algunos autores consideraron Polskanella un sinónimo subjetivo posterior de Globuligerina.

## Paleoecología
Polskanella incluía especies con un modo de vida planctónico, de distribución latitudinal subtropical a templado (Tetis central norte), y habitantes pelágicos de aguas superficiales (nerítico medio y externo).

## Clasificación
Polskanella incluía a las siguientes especies:
- Polskanella altispira †
- Polskanella bisphaerica †
- Polskanella megastoma †
- Polskanella oxfordiana †